# Miguel Barragán
Miguel Francisco Barragán Ortiz (ur. 8 marca 1789 w Ciudad del Maíz, zm. 1 marca 1836 w Meksyku) – meksykański wojskowy i polityk.

## Życiorys
Urodził się w Ciudad del Maíz. Wstąpił do armii kolonialnej, stopniowo awansował w jej szeregach. Służył pod rozkazami Agustína de Iturbide, brał udział w zdobyciu miasta Meksyk przez siły powstańcze. Przeciwny koronacji cesarskiej swego zwierzchnika, został z tego powodu aresztowany. Wyszedł na wolność po proklamowaniu republiki. W 1824 mianowany komendantem generalnym Veracruz, w tym charakterze przyjął kapitulację twierdzy San Juan de Ulúa, ostatniego bastionu wojsk hiszpańskich w Meksyku (18 listopada 1825). Był następnie gubernatorem stanu Veracruz (1824-1828). Jego rządy miały reformatorski charakter, Barragán zdołał też utrzymać region w relatywnym spokoju. Wsparł plan z Montaño, skierowany przeciwko prezydentowi Guadalupe Victorii. Po porażce tego przedsięwzięcia uwięziony w lochach San Juan de Uluy, udał się następnie na wygnanie. Pomieszkiwał w Ekwadorze, Gwatemali i Stanach Zjednoczonych.
Po powrocie do Meksyku ponownie włączył się w życie polityczne. 26 listopada 1833 mianowany ministrem wojny w gabinecie prezydenta Santa Any. Utrzymał to stanowisko również w administracji Gómeza Fariasa. Resortem kierował do lutego 1834. Pod nieobecność Santa Any w styczniu 1835 wybrany tymczasowym prezydentem kraju, zrezygnował z tej funkcji na kilka dni przed śmiercią. Za jego prezydentury rozpoczęła się rewolucja teksańska, zakończona ostatecznie oderwaniem się Teksasu od Meksyku. 
Zmarł na tyfus. Tuż przed śmiercią poprosił, by jego ciało zostało podzielone i w ten sposób zostało pochowane w kilku różnych, ważnych dla Barragána miejscach Meksyku. Serce polityka spoczęło w Guadalajarze, oczy w jego mieście rodzinnym, język natomiast w San Juan de Ulua.